# 11126 Долечек
11126 Долечек  (11126 Doleček) — астероїд головного поясу, відкритий 15 жовтня 1996 року.
Тіссеранів параметр щодо Юпітера — 3,333.